# Болек Караулы
Болек Караулы (1700—1785, Акши, Алматинская область) — казахский батыр и военачальник. Из рода Асыл, племени Шапырашты. Внучатый племянник Сатай батыра, но так как он был первым из внуков, часто его называли его сыном. Болек батыр был тысячником в войске Наурызбай-батыра в войне с джунгарами в первой половине XVIII в.
В 1729 году на знаменитой Анракайской битве, в самом первом поединке убивает полководца джунгар Анырака.
1734 году вместе с Кодар би, Толе би и дедом Сатай батыром подписал и отправил письмо российской императрице Анне Иоанновне о принятии русского подданства.
Казахские войска под предводительством Болека Караулы 1750 году вытеснили джунгар за Турфан.
В Енбекшиказахском районе Алматинской области есть село Болек.

## Источник
- «Қазақ Энциклопедиясы»,II-том